# Baia Sprie
Pour les articles homonymes, voir Baia.
Baia Sprie (en hongrois Felsőbánya, en allemand Mittelstadt) est une ville roumaine du județ de Maramureș, dans la région historique de Transylvanie.

## Géographie
Baia Sprie est située dans la vallée de la rivière Săsar, à une dizaine kilomètres à l'est de Baia Mare, la préfecture du judet et fait quasiment partie de son agglomération.
Elle est environnée par les monts Gutâi (Munții Gutâiului) au sud et les monts Igniș (Munții Ignișului) au nord.

## Histoire
La première mention écrite de la ville date de 1329 sous le nom latin de "Mons Medius", sur un document dans lequel le roi Charles Robert de Hongrie accorde aux habitants leurs premiers privilèges. Durant le XIVe siècle, elle apparaît sous les noms latins de "Montana Nostra" et "Civitas Medio Montis" et sous son nom hongrois de Felsobanya.
En 1411, elle est donnée par le roi de Hongrie Sigismond Ier du Saint-Empire au despote de Serbie Stefan Lazarević en cadeau dans le cadre d'un traité. Après la mort de Lazarević, elle reste dans les mains du nouveau despote Đurađ Branković.
La ville a été durant tout le Moyen Âge un important centre minier (la traduction hongroise du nom de la ville signifie « mine supérieure ») avec des mines d'argent, d'or, de plomb et de cuivre.
Elle a fait partie de l'Empire Austro-hongrois, comitat de Szatmár, jusqu'en 1920 où le traité de Trianon la remettait à la Roumanie.
Au recensement de 1910, la ville comptait 2 471 Roumains (35,9 %) pour 4 324 Hongrois (62,8 %). La population hongroise a cessé d'être majoritaire dès le rattachement de la ville à la Roumanie en 1918.
En 1930, la ville comptait 3 964 Roumains (58,6 %), 2 376 Hongrois et 340 Juifs qui furent exterminés par les Nazis durant Seconde Guerre mondiale.
Le développement industriel pendant la période communiste a fortement augmenté la population de la ville ainsi que sa roumanisation. Elle comptait en 2002 3 441 Hongrois (20,7 %) pour 12 469 Roumains (75 %) et 576 Tsiganes (3,5 %).

## Politique
| Parti | Parti                                                 | Sièges |
| ----- | ----------------------------------------------------- | ------ |
|       | Parti social-démocrate (PSD)                          | 5      |
|       | Parti national libéral (PNL)                          | 5      |
|       | Union nationale pour le progrès de la Roumanie (UNPR) | 2      |
|       | Union démocrate magyare de Roumanie (UDMR)            | 2      |
|       | Parti écologiste roumain (PER)                        | 1      |
|       | Part social roumain (PSRo)                            | 1      |
|       | Indépendant                                           | 1      |

## Religions
En 2002, la répartition religieuse de la population était la suivante :
- Orthodoxes, 68,9 %.
- Catholiques romains, 16,5 %.
- Réformés, 5,3 %.
- Pentecôtistes, 3,1 %.
- Grecs-Catholiques, 3,8 %.

## Démographie
La commune de Baia Sprie comprend la ville de Baia Sprie (11 335 habitants en 2002) et les villages de Chiusbaia (710 habitants), Satu Nou de Sus (1 073 habitants) et Tăuții de Sus (3 491 habitants).
| 1880  | 1900  | 1910  | 1930  | 1941  | 1956  | 1977   | 1992   | 2002   |
| ----- | ----- | ----- | ----- | ----- | ----- | ------ | ------ | ------ |
| 6 881 | 6 813 | 6 886 | 6 768 | 7 167 | 9 021 | 15 554 | 16 059 | 16 609 |

| 2007   | - | - | - | - | - | - | - | - |
| ------ | - | - | - | - | - | - | - | - |
| 16 423 | - | - | - | - | - | - | - | - |

## Économie

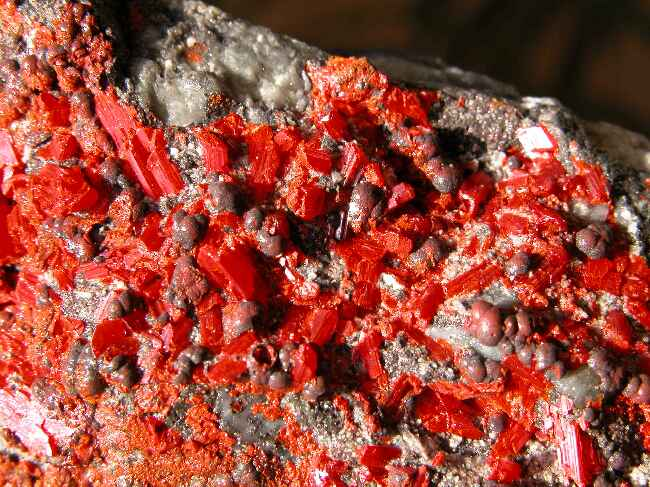
Fragment de réalgar

L'économie a été très longtemps basée sur l'exploitation minière mais après la révolution de 1989, cette activité a périclité avec les privatisations et restructurations successives.
La commune dispose de 5 371 ha de forêts.

## Lieux et Monuments
- Centre historique, nombreux bâtiments des XVIIIe et XIXe siècles.
- Hôtel de ville baroque de 1739.
- Église orthodoxe de 1793.

## Jumelages
- Tiszavasvári (Hongrie)
- Kunhegyes (Hongrie)